# Neobidessodes flavosignatus
Neobidessodes flavosignatus är en skalbaggsart som först beskrevs av Zimmermann 1922.  Neobidessodes flavosignatus ingår i släktet Neobidessodes och familjen dykare. Inga underarter finns listade i Catalogue of Life.